# Synagogue Anshei de Glen Wild

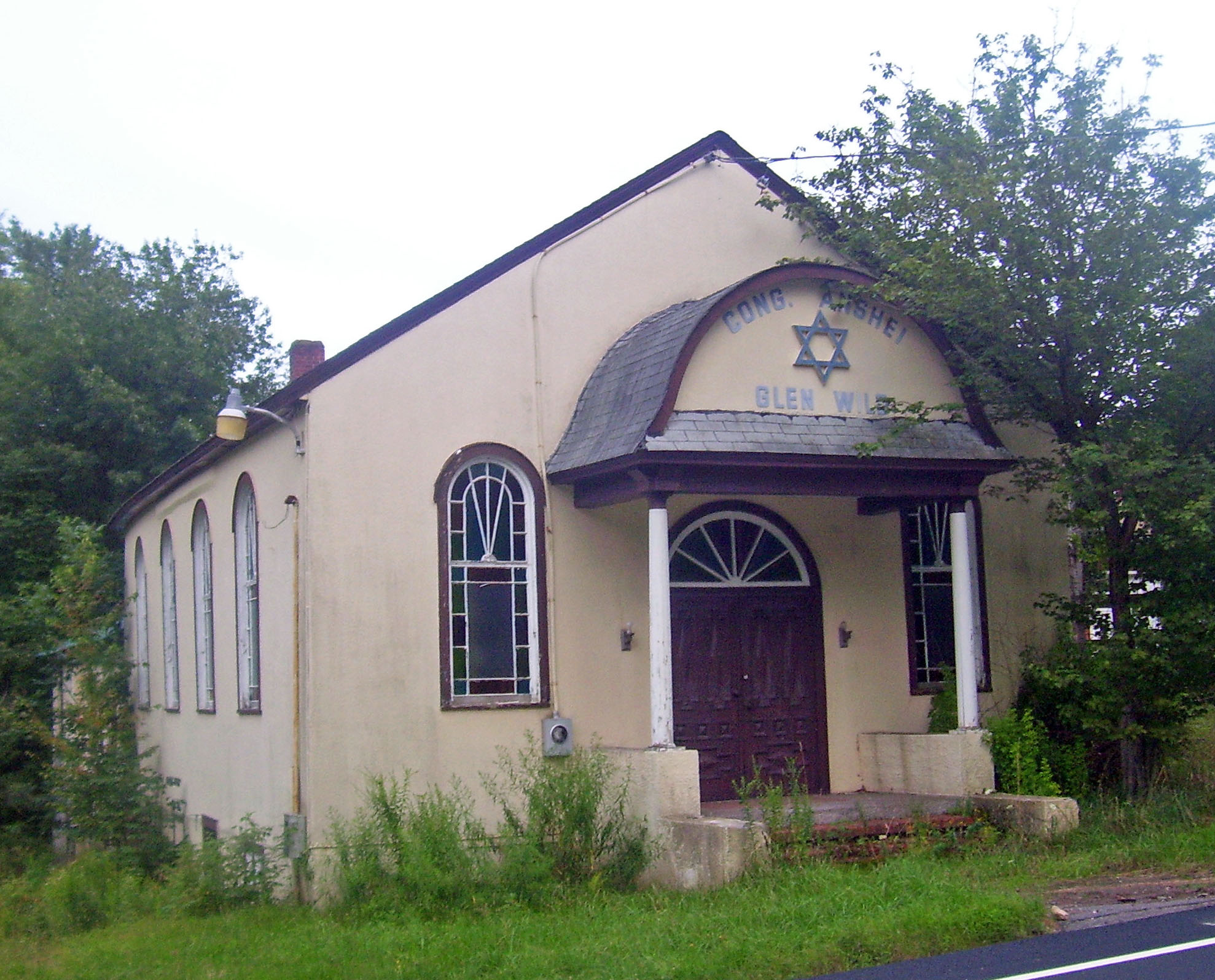
La synagogue vue de face.

La synagogue Anshei  de Glen Wild (en anglais : Anshei Glen Wild Synagogue) est située dans la zone non incorporée de Glen Wild, dans le comté de Sullivan (État de New York - États-Unis), sur la Glen Wild Road. C'est une petite synagogue orthodoxe, construite au début des années 1920 pour une communauté implantée une décennie plus tôt. 
Elle a été fondée par une famille locale et n'a jamais eu son propre rabbin. La synagogue est conservée virtuellement en son état d'origine lors de sa construction, et est inscrite sur la liste du Registre national des lieux historiques en 1999 sous la référence 98001618.

## Description
La synagogue est un bâtiment d'un seul niveau, de trois par quatre travées, construit sur une fondation en béton avec stuc de finition. Le toit à pignon est  recouvert de bardeaux d'asphalte. Une extension à quatre travées dépasse de l'arrière.  La façade ouest, frontale, comprend un porche avec un toit en forme de cloche, soutenu par deux colonnes cylindriques en bois, reposant sur un perron  en béton. Le nom de la communauté ainsi qu'une étoile de David sont inscrits sur le tympan du porche. Les fenêtres à arc plein-cintre sont équipées d'origine de verres colorés et opaques .
La porte à deux battants en panneaux ornés, surmontée d'une imposte demi-circulaire en verre coloré, ouvre sur un petit vestibule. Le reste du bâtiment original, une pièce carrée à voûte en tonneau, est utilisé comme salle de prière. Un chandelier pend à l'intersection de deux tirants métalliques situés au bas de la voûte. 
La disposition intérieure respecte la tradition orthodoxe, avec la Bimah située au centre de la pièce, entourée sur trois côtés par des bancs avec des panneaux incurvés aux extrémités  et l'Arche Sainte au fond de la pièce.  Deux ou trois bancs ont été mis de côté pour le secteur des femmes.  
Des colonnes tournées en bois sur l'Arche élégamment décorée, supportent le fronton du toit de l'Arche où deux lions de Juda en bois sculpté et doré, tiennent un rouleau avec le Décalogue, le tout coiffé d'une large couronne dorée. L'estrade de l'Arche et la Bimah sont faites de bois lambrissé  avec des montants carrés. 

## Historique
Comme dans d'autres endroits du comté de Sullivan, des Juifs  commencent à venir dans la région, tout d'abord en vacances, puis plus tard, vers la fin du XIXe siècle, pour s'y installer. En 1904, Simon Jaffe et sa famille, des Juifs d'origine lituanienne comme beaucoup d'autres dans la région, est l'un des premiers arrivants dans la région de Glen Wild. Ayant été Shohet (abatteur rituel),  il participe, en 1913, à l'établissement d'une petite communauté, initialement de 13 membres.   
Les fidèles se réunissent pendant près de 10 ans dans sa maison, avant de décider de construire une synagogue. Une petite parcelle de terrain est achetée et la première pierre est posée en 1921. Le maître d'œuvre, Jim Couch and Sons, voisin des Jaffe, s'occupe de la construction.  Le bâtiment est terminé en 1923, et reproduit certaines caractéristiques des églises chrétiennes du comté de Sullivan, comme le toit à pignon, mais les fenêtres et le stuc de finition s'apparentent aux autres synagogues de l'époque de la région comme la synagogue de Montaindale ou celle de South Fallsburg.  
En 1955, un membre de la communauté, Louis Rosenblatt, donne de l'argent pour la construction d'une extension à l'arrière, afin de servir de salle communautaire. C'est la seule modification effectuée sur le bâtiment depuis sa construction en 1923. 
Comme Anshei  de Glen Will est une petite communauté, elle n'a jamais embauché de rabbin. Simon Jaffe, un enseignant, dirige les offices et apprend l'hébreu aux enfants de la communauté. Sa famille continue à entretenir la synagogue, bien que les offices maintenant soient rares. Les membres actuels de la communauté, environ 25 personnes, sont plus portés à la préservation du cimetière voisin.